# Louis Joliat
Louis Joliat (Delémont, 17 maart 1846 - Bern, 22 april 1922) was een Zwitsers politicus.
Louis Joliat, die uit de Franstalige Jura afkomstig was, bezocht de kantonsschool te Porrentruy en vervolgens studeerde hij medicijnen, maar brak deze studie voortijdig af. Vervolgens werkte hij voor het Federaal Statistisch Ambt (Eidgenössische Statistische Amt) en daarna als vertaler op de Franse afdeling van de Staatskanselarij van het kanton Bern. 
Louis Joliat was lid van de Vrijzinnig Democratische Partij en was van 1896 tot 1904 lid van de Regeringsraad van Bern. Hij beheerde achtereenvolgens de departementen van Politie (1896-1904), van Militaire Zaken (1896-1898) en van Volksgezondheid (1899-1904). Zijn benoeming tot beheerder van het departement van Militaire Zaken in 1898 lokte kritiek uit binnen de Grote Raad van Bern; een aantal parlementariërs waren van mening dat alleen een officier dit departement kon leiden. Van 1902 tot 1904 was hij lid van de Nationale Raad (tweede kamer Bondsvergadering).
Louis Joliat was van 1 juni 1901 tot 31 mei 1902 voorzitter van de Regeringsraad (dat wil zeggen regeringsleider) van Bern.
In een perscampagne werd hem een gebrek aan initiatief verweten. Mede hierdoor trad hij in 1904 af. Nadien leidde hij een vertaalbureau in Bern.
Louis Joliat overleed op 76-jarige leeftijd.